# 19310 Osawa
19310 Osawa este un asteroid din centura principală de asteroizi.

## Descriere
19310 Osawa este un asteroid din centura principală de asteroizi. A fost descoperit pe 4 noiembrie 1996 la Mitaka de Isao Sato și Hideo Fukushima. Asteroidul prezintă o orbită caracterizată de o semiaxă mare de 2,41 ua, o excentricitate de 0,16 și o înclinație de 3,8° în raport cu ecliptica.